# Miloš Pražák
Miloš Pražák, né le 24 juin 1940, est un ancien joueur et dirigeant tchécoslovaque de basket-ball.